# Motvind
A Motvind svéd rockzenekar, 1974-ben alakult meg Göteborgban, az alapító tagok Juris Salmins és Göran Ekstrand voltak. Első lemezük Känn dej blåst címmel jelent meg 1976 őszén. Működésük első évtizedében hat albumot jelentettek meg, ezen idő alatt mintegy 3000 fellépésük volt, számtalan televíziós és rádióműsorban szerepeltek. Az elmúlt évtizedek alatt a zenekar több tagcserén is átment.

## Tagok
- Jack McGuinness (Juris Salmins) - gitár és ének
- Göran Ekstrand - vokál
- Christer Jacobsson - basszusgitár
- Staffan Dahl - billentyűs hangszerek
- Janne Johansson - dob
- Mikael Gyllenstig - dob
- Janne Brynstedt - gitár
- Leif Mårtensson - dob
- Olle Nyberg - billentyűs hangszerek
- Anders Rundblad - basszus
- Tommy Johannesson - gitár
- Jonas Fornander - gitár
- Tommy Jutgren - dob
- Mikael Lindqvist - dob
- Mikael Krönlein - basszusgitár
- Anders "Apiz" Ohlsson - basszusgitár
- Ulf "Puff" Jansson - gitár, vokál
- Anders Söderberg - billentyűsök
- Mats Tohver - basszusgitár
- Per Giöbel - gitár
- Johan Strömberg - basszusgitár
- Mats Olausson - billentyűsök
- Magnus Strömberg - billentyűsök
- Anders Karlsson - basszusgitár
- Bertil "BasBerra" Holmgren - basszusgitár és vokál
- Attila Publik - billentyűsök és vokál
- Birger Löfman - dob és vokál

## Diszkográfia

### Stúdióalbumok
- Känn dej blåst! (Nacksving, 1976)
- Jo Jo, Ja Ja (Nacksving, 1977)
- Motvind  (Nacksving, 1978)
- Snacka går ju... (Nacksving, 1980)
- Hjärta av stål (Affection Records, 1981)
- Kamikaze (RCA Victor, 1983)

### Kislemezek
- Plockepinn / Törst (1979)
- Mr X / Som i en dimma (1980)
- Nu vill jag leva" / Spökskeppet (1981)
- Tilt / Som i en dimma (1981)
- Kamikaze / Zombie (1983)

### Válogatáslemezek
- Stormvarning (1996)
- Innan stormen (2008)